# Гланербрюг
Гланербрюг (нід. Glanerbrug) — село в нідерландській провінції Оверейсел, на кордоні з Німеччиною. Входить до муніципалітету Енсхеде.
Його площа становить 5,47 км², а населення станом на 2021 рік складало 16 715 осіб.